# LV-5224
La LV-5224 és una carretera antigament anomenada veïnal, actualment gestionada per la Diputació de Lleida. La L correspon a la demarcació provincial de Lleida, i la V a la seva antiga consideració de veïnal.
És una carretera del Pallars Sobirà, de la xarxa local de Catalunya, de 3,4 quilòmetres de llargària, que té l'origen a la LV-5223, en el punt quilomètric 3,2, des d'on, fent nombrosos revolts, s'adreça a Olp, actualment del mateix terme municipal de Sort.
En els seus 3,4 quilòmetres de recorregut puja 195,5 m.
Trepitja un sol terme municipal, el de Sort, i només mena al poble d'Olp.